# Walter W. Bacon
Walter Wolfkiel Bacon (* 20. Januar 1879 in New Castle, Delaware; † 18. März 1962 in Wilmington, Delaware) war ein US-amerikanischer Politiker und von 1941 bis 1949 Gouverneur des Bundesstaates Delaware.

## Frühe Jahre und politischer Aufstieg
Walter Bacon besuchte die öffentlichen Schulen seiner Heimat, wobei er bereits im Alter von acht Jahren nebenher Zeitungen verkaufte. Später absolvierte er die New Castle Highschool und das Beacom College in Wilmington. Nach seiner Schulzeit arbeitete er bei den Eisenwerken von Delaware (Delaware Iron works) als Zeitnehmer. Zwischen 1918 und 1930 arbeitete er in Michigan in der Haushaltsabteilung der Buick Motor Company. Danach kehrte er nach Delaware zurück, wo er eine politische Laufbahn begann.
Bacon war Mitglied der Republikanischen Partei und gehörte dem Vorstand der Partei in Delaware an. Zwischen 1935 und 1940 war er Bürgermeister von Wilmington. Im Jahr 1940 wurde er als Kandidat seiner Partei mit 52 % der Wählerstimmen gegen Josiah Marvel, den Kandidaten der Demokratischen Partei, zum Gouverneur seines Staates gewählt.

## Gouverneur von Delaware
Walter Bacon trat sein neues Amt am 21. Januar 1941 an. Nachdem er im Jahr 1944 mit 51 % der Stimmen gegen Isaac J. MacCollum wiedergewählt worden war, konnte er bis zum 18. Januar 1949 in diesem Amt bleiben. Ein großer Teil seiner Amtszeit war von den Ereignissen des Zweiten Weltkrieges überschattet, an dem die Vereinigten Staaten seit dem 7. Dezember 1941, dem Tag des japanischen Angriffs auf Pearl Harbor, beteiligt waren. Für Delaware wurde daher ein Verteidigungsausschuss gegründet. Militärisch lag die Küste Delawares im Einzugsgebiet deutscher U-Boote, die den Schiffsverkehr zeitweise behinderten. Außerdem wurden Treibstoffe rationiert und junge Männer für den Militärdienst gemustert. Die Industrieproduktion wurde auf Rüstungsgüter umgestellt. Insgesamt waren etwa 30.000 Soldaten aus Delaware im Kriegseinsatz, von denen etwa 800 ums Leben kamen. Nach dem Ende des Krieges im Jahr 1945 musste die Produktion wieder auf den zivilen Bedarf zurückgefahren werden. Die heimkehrenden Soldaten mussten wieder in die Gesellschaft eingegliedert werden und die Invaliden sowie die Hinterbliebenen der Toten mussten betreut werden.
Neben diesen kriegsbedingten Vorgängen setzte sich Gouverneur Bacon für eine Bildungsreform und den Bau neuer Krankenhäuser ein. Haushaltspolitisch schaffte er es, das Staatsvermögen in seiner Regierungszeit zu verdoppeln.
Nach dem Ende seiner Regierungszeit zog sich Bacon aus der Politik zurück. Er starb im Januar 1962. Seine Ehe mit Mabel McDaniel blieb kinderlos.